# Eric Szmanda
Eric Kyle Szmanda (Milwaukee, 24 luglio 1975) è un attore statunitense, noto per aver interpretato il personaggio di Greg Sanders nella serie televisiva CSI - Scena del crimine.

## Biografia
Di origini polacche, Szmanda è cresciuto a Mukwonago (Wisconsin) con i suoi due fratelli Rob e Brett. Quando era al college suonava la batteria.

## Vita privata
Eric Szmanda è un grande amico di Marilyn Manson e dell'ex moglie Dita von Teese, con la quale partecipa a molti eventi. Ha infatti preso parte al videoclip di Manson Saint, diretto da Asia Argento.

## Filmografia

### Attore

#### Cinema
- 100 ragazze (100 Girls), regia di Michael Davis (2000)
- Big Time, regia di Jerry Heiss, Sean McHugh e Peter Toumasis - cortometraggio (2000)
- Le regole dell'attrazione (The Rules of Attraction), regia di Roger Avary (2002)
- True Vinyl, regia di Scott Falconer e Scott Hatley (2004)
- Little Athens, regia di Tom Zuber (2005)
- Shangri-La: Near Extinction, regia di Nick Wauters (2020)

#### Televisione
- The Net - serie TV, 13 episodi (1998-1999)
- Dodge's City, regia di Ken Sanzel - film TV (1999)
- Oh Baby - serie TV, episodi 2x19-2x22 (2000)
- Zoe, Duncan, Jack & Jane - serie TV, episodio 2x06 (2000)
- FreakyLinks - serie TV, episodio 1x03 (2000)
- CSI - Scena del crimine (CSI: Crime Scene Investigation) - serie TV, 333 episodi (2000-2015) - Greg Sanders
- Three Sisters - serie TV, episodio 1x07 (2001)
- The Division - serie TV, episodio 1x14 (2001)
- Un bianco Natale a Beverly Hills (Snow Wonder), regia di Peter Werner - film TV (2005)
- Stalking - La storia di Casey (Shadow of Fear), regia di Michael Lohmann – film TV (2012)
- CSI: Immortality, regia di Louis Shaw Milito - film TV (2015)
- CSI: Vegas - serie TV, episodi 2x17-2x18-2x19 (2023)

#### Videoclip
- Marilyn Manson Saint, regia di Asia Argento (2004)

### Doppiatore

#### Videogiochi
- Crime Scene Investigation (2003) - Greg Sanders
- CSI: Crime Scene Investigation - Dark Motives, regia di Brigitte Burdine (2004) - Greg Sanders
- CSI: Omicidio in 3 dimensioni (CSI: 3 Dimensions of Murder), regia di Graham Annable (2006)
- CSI: Crime Scene Investigation - Hard Evidence (2007)
- CSI: Crime Scene Investigation - Deadly Intent (2009)
- CSI: Cospirazione letale (CSI: Fatal Conspiracy, 2010)

### Produttore
- P.S. Burn This Letter Please, regia di Michael Seligman e Jennifer Tiexiera - documentario (2020)

## Teatro
- The Nerd, Totem Pole Playhouse, Fayetteville, Pennsylvania (2015)

## Riconoscimenti
- Screen Actors Guild Award
  - 2002 - Candidatura al miglior cast in una serie drammatica per CSI - Scena del crimine (condiviso con altri)
  - 2003 - Candidatura al miglior cast in una serie drammatica per CSI - Scena del crimine (condiviso con altri)
  - 2004 - Candidatura al miglior cast in una serie drammatica per CSI - Scena del crimine (condiviso con altri)
  - 2005 - Miglior cast in una serie drammatica per CSI - Scena del crimine (condiviso con altri)

## Doppiatori italiani
Nelle versioni in italiano delle opere in cui ha recitato, Eric Szmanda è stato doppiato da: 
- David Chevalier in CSI - Scena del crimine, Le regole dell'attrazione, CSI: Immortality, CSI: Vegas
- Fabrizio Manfredi in The Net
- Patrizio Prata in Stalking - La storia di Casey
- Alberto Bognanni in Un bianco Natale a Beverly Hills